# Stefania Lotti
Stefania Lotti (Roma, 26 agosto 1927 – Roma, 18 ottobre 2008) è stata una pittrice e scultrice italiana vicina alla corrente del neo-futurismo.
Figura eclettica, nel corso della sua carriera si è occupata anche di scenografia e di restauro, ed è stata redattrice per le riviste d'arte Estro, Arte-Viva e Futurismo Oggi.

## Biografia
Nasce a Roma, dove studia presso la locale Accademia di Belle Arti, dedicandosi successivamente all'insegnamento del disegno e della storia dell'arte, senza mai però dimenticare la produzione pittorica e l'arte della medaglia. 
Inizia la sua attività artistica alla fine degli anni quaranta del Novecento. In contemporanea, si occupa di restauro, ad esempio dei pennacchi e della base della cupola della Chiesa di Santa Maria in Transpontina a Roma, e di scenografia, curando le scene dell'Albertina di Valentino Bompiani, rappresentata al Teatro Il Millimetro di Roma.
Nel 1951 inizia a collaborare alla rivista Estro, dove per la prima volta incontra l'artista futurista Enzo Benedetto con il quale inizia un sodalizio artistico che durerà decenni nello studio in comune; l'anno successivo collabora con Gino Severini alla realizzazione del Fregio dell'Agricoltura per il Palazzo dei Congressi all'Eur di Roma. Nel 1958-59 collabora attivamente alla redazione della rivista Arte - Viva.
Fra le principali mostre alle quali partecipa negli anni cinquanta si citano la Mostra nazionale dell'Accademia di belle arti di Napoli (1950), varie mostre al Palazzo delle Esposizioni, tra cui si ricorda la personale del 1954, o ancora le mostre a Villa Corsini a Roma. 
Negli anni seguenti partecipa anche a dei concorsi: nel 1958 al "IX Premio di Pittura" della città di Terni, nel 1969 al "Concorso Internazionale della Medaglia Uno-A-Erre" di Arezzo e nel 1974 al "VII Premio di Pittura Lario-Cadorago" e al "IV Concorso Nazionale" di Borgosesia.
Sempre più coinvolta nel movimento dei neofuturisti, nel 1968 aderisce alla Dichiarazione - manifesto di Futurismo Oggi pubblicata nel 1967, mentre negli anni settanta espone nelle mostre promosse dal gruppo stesso: a Prato nel 1970, a Genova nel 1972, a Lugo nel 1973, a Faenza e Viareggio nel 1974. Fino al 1993 promuoverà con una intensa attività redazionale la rivista Futurismo Oggi, diretta da Enzo Benedetto, alla quale aveva partecipato alla fondazione (1969).
Gli anni settanta sono anni di intensa attività: nel 1974 riceve il Premio Adelaide Ristori e l'anno seguente è nominata membro del Comitato promotore delle manifestazioni in onore di Filippo Tommaso Marinetti che nel 1976 realizzerà l'esposizione in omaggio ai cent'anni di Marinetti, al Centro Arte e cultura di Pistoia. Tra le mostre significative di quegli anni si segnala anche una grande mostra personale, con 48 opere degli ultimi anni, alla Galleria Ghelfi di Verona nel 1979.
Le sue pubblicazioni di quegli anni sono ancora fortemente legate alle tematiche del futurismo: dal primo Repertorio Futurista del 1976, alla partecipazione all'Almanacco Futurista del 1978, alla curatela dell'ultimo numero di Futurismo Oggi
Negli anni ottanta del Novecento partecipa ad alcune mostre collettive a Roma (1983 e 1984), a Monterosso Calabro (1986) e a Castelnuovo di Farfa (1987). Pur lottando con la depressione continua l'attività artistica. 
Tra la fine anni novanta e gli inizi degli anni Duemila si segnalano una mostra personale (1997), la partecipazione al simposio di arti visive del Museo di belle arti di Blaj in Romania (2001), l'inclusione nella mostra collettiva "Adriano e le sue memorie", organizzata al Tempio di Adriano a Roma a cinquant'anni dal capolavoro di Marguerite Yourcenar (2002) o ancora la partecipazione alla mostra "La guerra, la pace, la solitudine" (2003) all'Oratorio di Santa Barbara, Sant'Andrea, Santa Silvia al Celio a Roma. L'opera selezionata viene donata al Museo degli Angeli (Museo de los Ángeles) di Turégano in Spagna, ideato e curato da Lucia Bosè. Nel 2004 è tra i protagonisti della giornata di studio "Futuristi cento x cento. Enzo Benedetto - Stefania Lotti", organizzata in collaborazione con il Ministero per i beni culturali, e della mostra "Benedetto + Futurismo" a Palazzo Vitari, a Rende, nel MAON - Museo d'arte dell'Otto e Novecento. Nel 2007 è di nuovo al Tempio di Adriano per una mostra-evento "Dedicato ad Angelo d'Arrigo".
Dopo una breve malattia muore il 18 ottobre 2008.

## Mostre
- 1954 - personale, Palazzo delle Esposizioni, Roma
- 1955, 1958 - collettive al Palazzo delle Esposizioni, Roma
- 1957, 1958, 1959 - mostre a Villa Corsini, Roma
- 1973 - personale al Centro d'arte Nuova Europa, Roma[20]
- 1973 - personale al Centro d'arte Alcione, Firenze[21]
- 1978 - collettiva "Tre Futuristi a Livorno - Benedetto - Lotti - Peruzzi" alla Galleria Giraldi, Livorno[22]
- 1979 - grande personale alla Galleria Ghelfi, Verona[13]
- "Futuristi", Galleria Caravaggio, Roma e Porto S. Stefano nel 1979. Grande mostra personale con 48 opere degli ultimi anni alla Galleria Ghelfi al centro di Verona nel 1979.[13]

- 1997 - personale "Appello al Futuro" alla galleria della Temple University a Roma[23]

- 2015 - antologica "Vite Futuriste: Enzo Benedetto - Stefania Lotti" a Villa Mondragone di Monte Porzio Catone, nel Centro Congressi dell'Università degli Studi di Roma Tor Vergata[24]
- 2016 - il suo ritratto di Benedetto è esposto nella sala permanente dei futuristi al Museo del Presente, Rende

## Riconoscimenti
1974 - Premio Adelaide Ristori 
Nel 2021 le Poste Italiane hanno dedicato un annullo postale speciale ai 70 anni della pubblicazione di Memorie di Adriano di Marguerite Yourcenar, raffigurante la sua opera, il medaglione Adriano e Antinoo del 2001.